# IC 1177
IC 1177 ist eine linsenförmige Galaxie vom Hubble-Typ S0/a im Sternbild Herkules am Nordsternhimmel. Sie ist schätzungsweise 522 Millionen Lichtjahre von der Milchstraße entfernt und hat einen Durchmesser von etwa 75.000 Lichtjahren. Die Galaxie gilt als Mitglied des Herkules-Galaxienhaufens Abell 2151.
Im selben Himmelsareal befinden sich u. a. die Galaxien NGC 6053, NGC 6055, NGC 6061, IC 1190.
Das Objekt wurde am 8. Juni 1888 vom französischen Astronomen Guillaume Bigourdan entdeckt.